# ISAM (album)
ISAM è il settimo album discografico in studio del DJ brasiliano Amon Tobin, pubblicato nel 2011.

## Tracce
1. Journeyman – 6:38
2. Piece of Paper – 2:40
3. Goto 10 – 4:20
4. Surge – 2:05
5. Lost & Found – 4:54
6. Wooden Toy – 2:25
7. Mass & Spring – 4:16
8. Calculate – 1:33
9. Kitty Cat – 4:16
10. Bedtime Stories – 3:44
11. Night Swim – 5:58
12. Dropped from the Sky – 7:10